# El Ventorrillo (Granada)

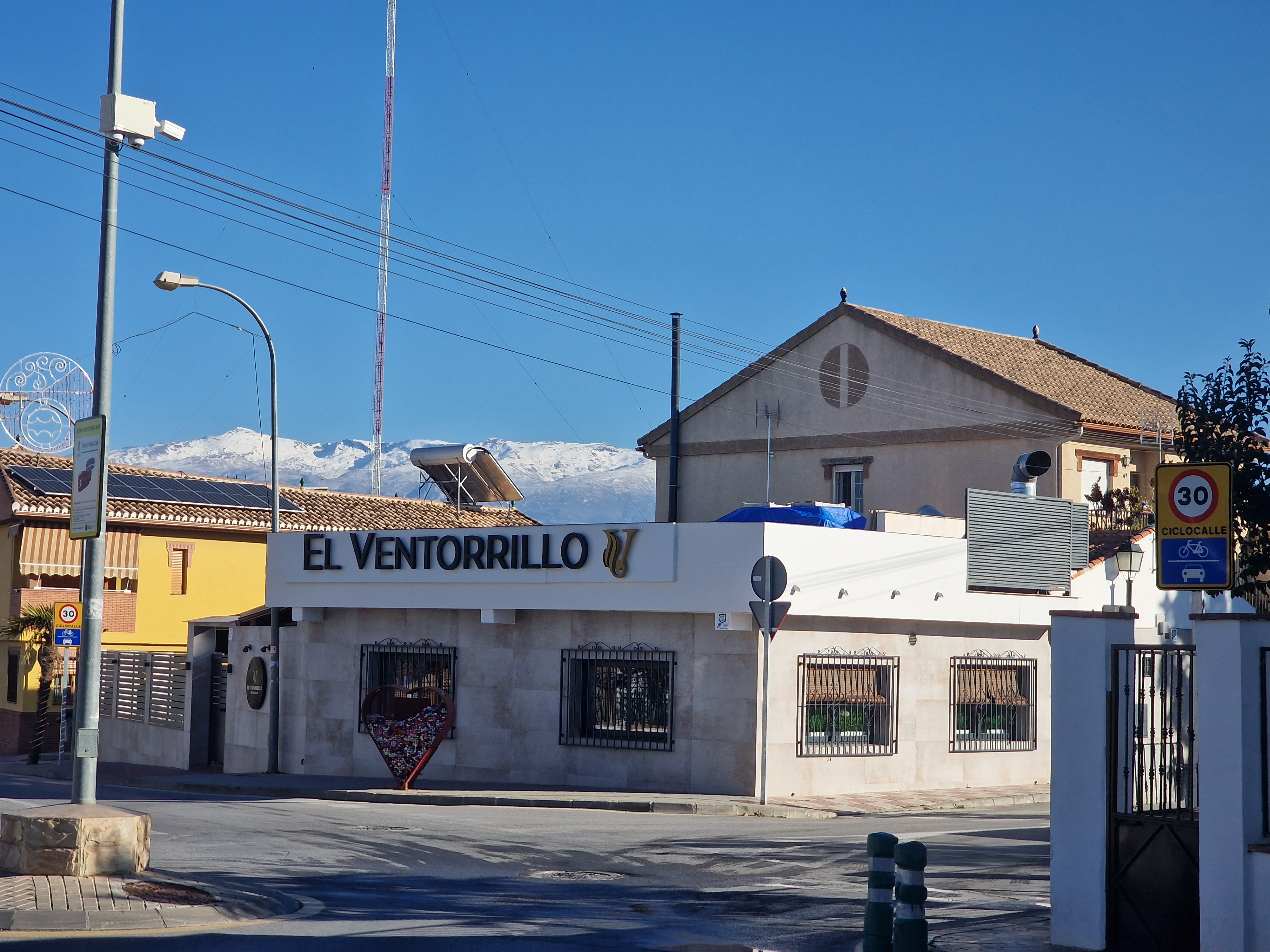
Intersección del camino de las Galeras con el camino Viejo de Santa Fe

El Ventorrillo es una localidad y pedanía española perteneciente a los municipios de Cúllar Vega y Vegas del Genil, en la provincia de Granada, comunidad autónoma de Andalucía. Está situada en la parte central de la comarca de la Vega de Granada. Anexos a esta localidad se encuentran los núcleos de Casas Bajas y San Javier, y un poco más alejados están Cúllar Vega capital, Belicena, Híjar, Ambroz, Los Remedios y Purchil.

## Demografía
Según el Instituto Nacional de Estadística de España, en el año 2024 El Ventorrillo contaba con 1761 habitantes censados en la parte de Cúllar Vega, lo que representa el 22,55% de la población total del municipio.

### Evolución de la población
| Gráfica de evolución demográfica de El Ventorrillo (Cúllar Vega) entre 2014 y 2024 |
|                                                                                    |
| Datos según el nomenclátor publicado por el INE.                                   |

## Comunicaciones

### Carreteras
Cerca de esta pedanía pasa la autovía A-44, o Segunda Circunvalación de Granada, sin salida directa.
Algunas distancias entre El Ventorrillo y otras ciudades:
| Ciudades    | Distancia (km) |
| ----------- | -------------- |
| Cúllar Vega | 2              |
| Purchil     | 4              |
| Santa Fe    | 5              |
| Granada     | 10             |
| Jaén        | 93             |
| Almería     | 168            |
| Murcia      | 290            |

## Servicios públicos

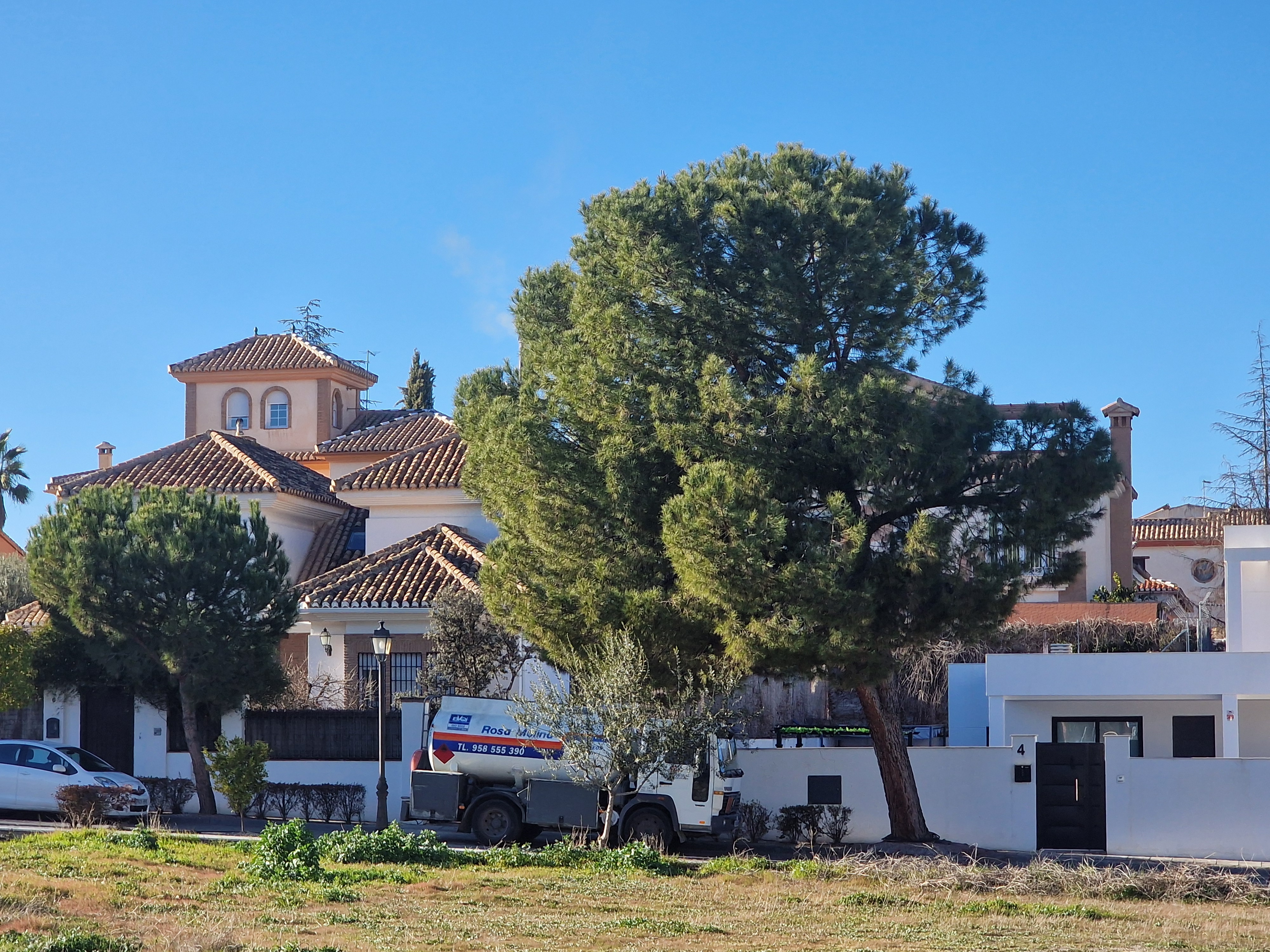
Viviendas situadas en la calle Ruiseñor, en la parte de Vegas del Genil

### Educación
El único centro educativo que hay en la localidad es:
| Denominación genérica        | Nombre del centro     | Naturaleza | Dirección     |
| ---------------------------- | --------------------- | ---------- | ------------- |
| Centro de educación infantil | CEI Mi Pequeña Granja | Privado    | C/ Acacias, 5 |